# Franz Krumm
Franz Krumm (1909. október 16. – Orjol, Szovjetunió, 1943. március 9.) válogatott német labdarúgó, csatár.

## Pályafutása
1931 és 1938 között a Bayern München labdarúgója volt. 1932-ben megnyerte a német bajnokságot, melynek döntőjében 22 évesen a 75. percben gólt szerzett ezzel beállítva a 2-0-s végeredményt. 1932-ben és 1933-ban játszott egy-egy mérkőzést a német válogatottban és egy gólt szerzett. 1938-tól 1943-ig a TSV 1860 München labdarúgója volt. 
1943. március 9-én halt meg a keleti fronton Orjolnál.